# Antonella Del Lago
Antonella Del Lago, pseudonimo di Antonella Pavoni (Mantova, 27 dicembre 1964), è un'ex attrice pornografica italiana.

## Biografia
Dopo la maggiore età lavora come barista in una discoteca per 10 anni consecutivi. Entrata nel mondo del porno, sceglie il proprio nome d'arte ispirandosi al paese in cui si esibì per la prima volta dal vivo all'inizio degli anni novanta, Castiglione del Lago.
Nel 1997 ottiene il suo primo riconoscimento, venendo premiata a Pistoia per la miglior scena lesbo nel film Le due anime di Ursula con Ursula Cavalcanti del regista Silvio Bandinelli.
Diviene celebre nel 2000 come ospite sull'allora Telemontecarlo di un talk-show femminile condotto da Anna Pettinelli d'introduzione alla serie americana Sex and the City: qui mostra e spiega diverse tecniche sessuali. In seguito compare anche a I fatti vostri, Ciao Darwin e 8mm, dove presenta un proprio film e partecipa a vari convegni universitari sulla pornografia e la sessualità.
Benché abbia girato film con i più importanti nomi del porno, tra cui Joe D'Amato, e abbia stipulato un contratto con la EPM, casa di distribuzione sammarinese che opera sia in Europa che in America, Antonella Del Lago sceglie di dedicarsi alle attività dal vivo, quali spettacoli hard in e nelle chat line erotiche televisive.

## Filmografia
- Antonella per te
- La patriota
- Rocco e i mercenari
- Rocco e i magnifici 7
- Prague exposed
- Praga my love
- Bucorama
- Best night life
- Il complotto
- Il salotto
- Le segretarie
- Le fantasie negre di Antonella
- La figlia del padrino
- Peccati originali
- Reazione fatale
- Solo per le tue voglie
- La professoressa di anatomia
- Passione nera
- Le due anime di Ursula
- Ansia
- Italiane viziose
- Italian girls a Los Angeles
- La dottoressa Stranamore
- Fantastica Maurizia
- Hannebal
- L'inciucio